# Conseil des affaires générales

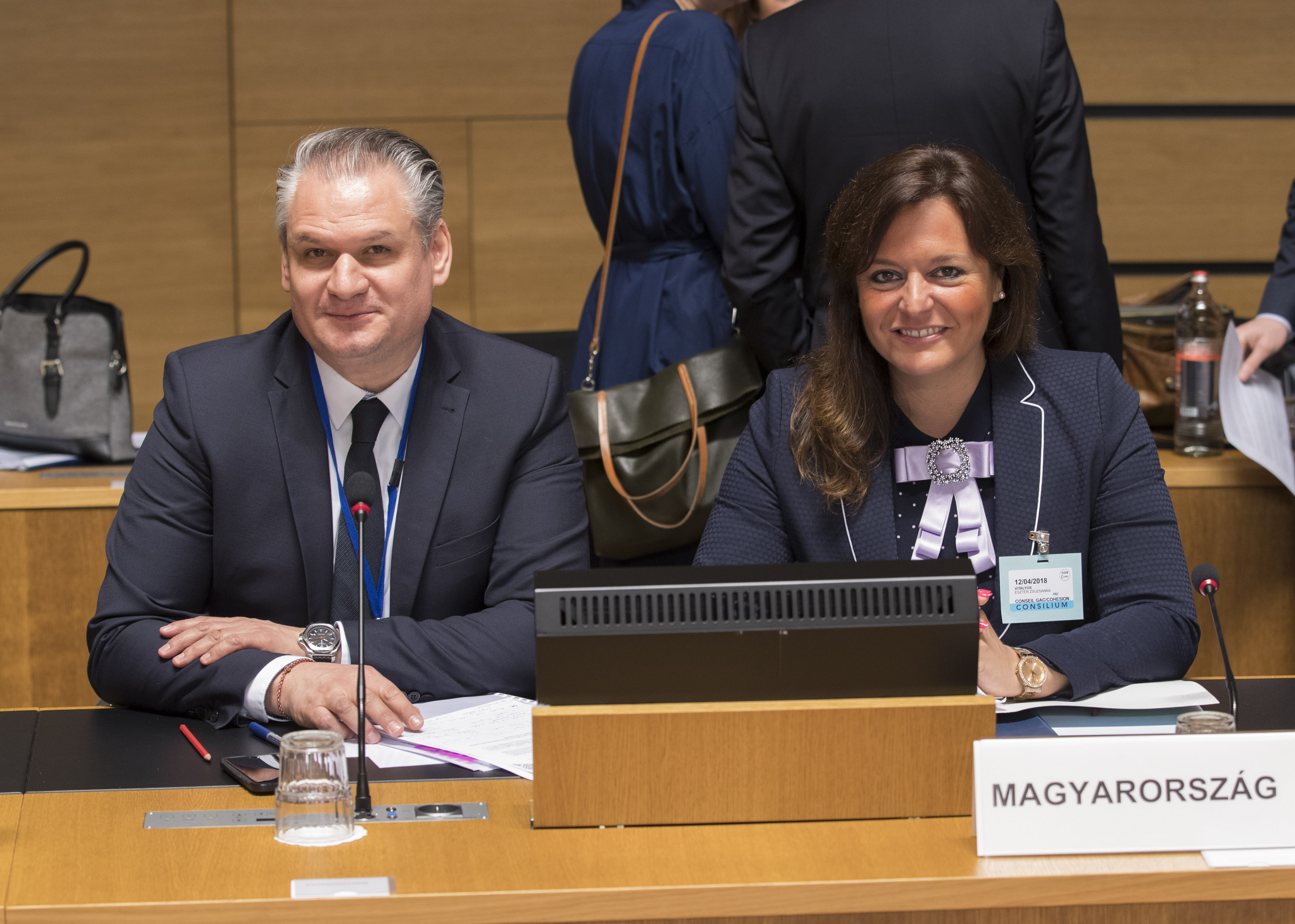
Table ronde du Conseil des affaires générales (12/04/2018, Luxembourg).De gauche à droite : M. Szabolcs Takacs, secrétaire d'État hongrois aux Affaires européennes ; Mme Eszter Zsuzsanna Vitalyos, secrétaire d'État hongroise aux Affaires européennes.

Le Conseil des affaires générales  (CAG) est la formation du Conseil de l'Union européenne rassemblant différents ministres des États membres afin de coordonner la préparation des réunions du Conseil et de traiter un certain nombre de domaines transversaux aux autres « formations du Conseil » (Affaires étrangères, affaires économiques et financières, etc.).

## Fonctionnement
Le Conseil des affaires générales a été créé en 2009 par le traité de Lisbonne en scindant le Conseil des affaires générales et relations extérieures en deux Conseils, le second étant le Conseil des affaires étrangères. Le Conseil des affaires générales se compose essentiellement des ministres des affaires européennes et d'un membre de la Commission européenne chargé des relations interinstitutionnelles, en fonction du sujet traité, il se réunit une fois par mois. 
Lors de ces réunions sont abordées des dossiers qui affectent plus d'une des politiques de l'UE, telles que les négociations sur l'élargissement de l'UE, la préparation des perspectives budgétaires pluriannuelles ou des questions institutionnelles et administratives. Il coordonne la préparation et le suivi des réunions du Conseil européen et exerce également un rôle dans la coordination des travaux sur différents domaines politiques mis en place par les autres formations du Conseil et gère tout dossier qui lui a été confié par le Conseil européen.

## Sources

## Compléments